# Araucaria luxurians
Araucaria luxurians (араукарія узбережна) — вид хвойних рослин родини араукарієвих.

## Поширення, екологія
Малі субпопуляції приурочені до менш десяти місць в центральній і південній частині острова Нова Каледонія з ізольованою субпопуляцією на Іль д'Арт. Був записаний від близько рівня моря до 1000 м. Живе тільки для ультраосновних ґрунтах. Зазвичай трапляється у вологому вічнозеленому лісі, часто на скелях, на берегах струмків і на крутих схилах.

## Морфологія
Колоноподібне дерево до 30 метрів заввишки, з щільної округлою кроною. Кора сіра, відлущуючись в тонкі смужки. Молоді листки лускоподібні, яйцюваті, не пласкі, 6–12 мм довжиною. Дорослі листки черепицясті, лускоподібні, яйцюваті, 5–7 мм довжиною 4–5 мм шириною, жилки помітні. Чоловічі шишки циліндричні, 12–17 см довжиною 25–28 мм шириною, мікроспорофіли овальні. Жіночі шишки 10–12 см довжиною 8–10 см шириною. Насіння 3–3,5 см довжиною, з подовженими горішками і з трикутними крилами.

## Загрози та охорона
Жодна з популяцій не росте в захищених місцях. Виду серйозно загрожують вогонь і ерозії. Видобуток і розширення поселень людей в деяких місцях також викликають побоювання.